# Union démocratique pour le changement
 (février 2019).
Si vous disposez d'ouvrages ou d'articles de référence ou si vous connaissez des sites web de qualité traitant du thème abordé ici, merci de compléter l'article en donnant les références utiles à sa vérifiabilité et en les liant à la section « Notes et références ».
L'Union démocratique pour le changement (abrégé en UDC) est un mouvement politique créé par Abderaman Koulamallah le 21 mars 2008.

## Création
L'UDC intègre l'Alliance nationale. En janvier 2009, elle intègre l'Union des forces de la résistance (UFR), un regroupement des huit principaux mouvements armés opposés au président Idriss Deby et opérant dans l'Est du Tchad. Koulamallah en devient le porte-parole.